# Nosiciel (heraldyka)

Herb wielki Imperium Austriackiego z 1867 roku.

Czarny dwugłowy orzeł carski z herbami ziem Imperium.

Nosiciel – figura heraldyczna, nosząca na piersi herb lub herby. 
Używanie nosiciela nie było regulowane przez reguły heraldyczne, często stanowiło pewną wizję artystyczną oraz manifest polityczny. Przykładem może być umieszczenie na piersiach carskiego dwugłowego orła herbów ziem, wchodzących w skład Imperium Rosyjskiego. Nosiciela należy odróżnić od trzymaczy, które najczęściej stanowiły integralną część herbu (podtrzymując tarczę) oraz od figury heraldycznej (występującej w tarczy), która również może mieć na piersi inną tarczę herbową.